# Arnold Ludwig Mendelssohn
Arnold Ludwig Mendelssohn (Racibórz, Silésia, 26 de dezembro de 1855 – Darmstadt, 18 de fevereiro de 1933) foi um compositor e professor de música alemão. 
Ele nasceu em Ratibor, província da Silésia, filho do primo de Felix Mendelssohn, Wilhelm Mendelssohn (1821-1866), que se casou em 1854 com Louise Aimee Cauer (irmã de Bertha Cauer). O próprio Arnold Ludwig casou-se em 1885 com sua prima de segundo grau Maria Cauer, filha de Carl Cauer (irmão de Ludwig Cauer).
Mendelssohn foi originalmente advogado antes de estudar música, depois foi diretor de música na igreja e professor em Darmstadt. Paul Hindemith foi um de seus alunos. Após sua morte, suas obras foram proibidas na Alemanha nazista por causa de sua herança judaica. Ele morreu em Darmstadt.

## Obras, edições e gravações
Mendelssohn compôs cantatas corais, três óperas e outras obras.

### Óperas
- Elsi, die seltsame Magd (op. 8), Oper in 2 Aufzügen. Libretto: Hermann Wette; premier 16 April 1896 Stadttheater Köln
- Der Bärenhäuter (op. 11), Oper in 3 Acts. Libretto: Hermann Wette; estreia em 9 de fevereiro de 1900 no Theater des Westens em Berlim[3]
- Die Minneburg (1904–07), Oper in einem Akt. Libretto: G. von Koch; estreia em 1909 em Mannheim

### Gravações selecionadas
- Deutsche Messe op.89 SWR Vokalensemble Stuttgart, Frieder Bernius. Hanssler.
- Geistliche Chormusik op.90,  Berliner Vokalensemble, Bernd Stegmann. Cantate.